# 如意庵官立中学堂
如意庵官立中学堂，是清朝末年天津创办的一所中等教育学堂，光绪三十一年（1905年）由时任直隶学务处督办严修于创办在私立中法学堂的基础上改组设立，校址在天津城西如意庵。不晚于清光绪三十三年(1907年)，该学堂因其经费被挪用于改办宜兴埠中等农业学堂而停办。
清光绪三十三年(1907年)，该学堂校址被用于兴办如意庵小学堂，1929年改为天津市立十四小学。中华人民共和国成立后，更名为天津市红桥区如意庵小学。